# سیارک ۱۵۷۲۵۸
سیارک ۱۵۷۲۵۸ (به انگلیسی: 157258 Leach، نامگذاری:2004RL165) صد و پنجاه و هفت هزار و دویست و پنجاه و هشتمین سیارک کشف شده‌است که در ۱۲ سپتامبر ۲۰۰۴ کشف شد.